# فاوستو لورنسو
فاوستو لورنسو (بالبرتغالية: Fausto Jorge Dias Lourenço‏) (19 يناير 1987 في البرتغال - ) هو لاعب كرة قدم برتغالي في مركز الهجوم. لعب مع إف كي أتيراو ونادي أكاديميكا كويمبرا ونادي تونديلا ونادي ليتشويس ونادي نوشاتل زاماكس ونادي فريموند ‏ وجي. دي. توريزينسي ‏ وFC Lokomotiv Mezdra ‏ وAcadémico de Viseu F.C. ‏ وOnisilos Sotira ‏ وAnadia F.C. ‏.

## وصلات خارجية
- فاوستو لورنسو على موقع قاعدة بيانات كرة القدم.إي يو (الإنجليزية)
- فاوستو لورنسو على موقع Soccerway.com (الإنجليزية)